# D (маршрут метро, Нью-Йорк)
D Sixth Avenue Express — маршрут Нью-Йоркского метрополитена, проходящий в Бронксе, Манхэттене и Бруклине. Маршрут проходит по линиям Конкорс, Ай-эн-ди, Восьмой авеню, Ай-эн-ди, Шестой авеню, Ай-эн-ди, Четвёртой авеню, Би-эм-ти, и Уэст-Энд, Би-эм-ти. На картах, станциях, вагонах и т. д. он обозначается оранжевым цветом, поскольку проходит по линии Шестой авеню.
Маршрут D работает круглосуточно. Он проходит от Norwood—205th Street в Бронксе до Coney Island—Stillwell Avenue в Бруклине. В дневное время поезда следуют через Central Park West и 6-ю авеню в Манхэттене и Манхэттенский мост в Бруклин, будучи экспрессами везде, кроме Бронкса. В часы пик, поезда следуют между Fordham Road в Бронксе и 145th Street в Манхэттене экспрессом в пиковом направлении (утром в Манхэттен, вечером из Манхэттена). Ночью поезда маршрута следуют экспрессом только в Манхэттене и останавливаются на всех станциях в Бронксе и Бруклине.
Маршрут D — один из четырёх маршрутов Нью-Йоркского метро, которые являются экспрессами только на части своего маршрута (другие три — F, Q и 3).

## История маршрута
- Официально маршрут D начал действовать 15 декабря 1940 года, когда открылась IND Sixth Avenue Line. Работал от Norwood—205th Street, Бронкс до Chambers Street на IND Eighth Avenue Line (в это время названная Hudson Terminal), переходя с IND Sixth Avenue на Eighth Avenue на станции West 4th Street.
- 29 декабря 1951 экспресс в пиковом направлении в Бронкс был отменён.
- 30 октября 1954 открылось соединение между IND South Brooklyn Line и BMT Culver Line. D был перенаправлен через эти линии до Coney Island—Stillwell Avenue с ограниченным количеством поездов в часы пик, следующих до Church Avenue.
- С 1957 до 1959 ограниченное количество поездов в час пик работали экспрессами или поездами со всеми остановками (в зависимости от числа пассажиров) до Euclid Avenue.
- С 4 по 27 декабря 1962 был предусмотрен специальный маршрут DD из-за прорыва водопроводной магистрали. Этот маршрут работал как локальный от 205th Street, Бронкс до 59th Street—Columbus Circle, потом продолжал как локальный в центр по Eighth Avenue Line до West 4th Street, где переходил на Sixth Avenue Line и продолжал на нормальной трассе до Coney Island через Culver Line.
- 26 ноября 1967 открылось соединение Кристи-стрит, включившее экспресс на Sixth Avenue Line и соединённое с Манхэттенским мостом. Поезда линии D переходили выше BMT Brighton Line, через новое соединение. Маршрут стал экспрессом в будни до Brighton Beach и обычным (со всеми остановками) до Stillwell Avenue в другое время. В Манхэттене он работал экспрессом только в час-пик от West 4th Street до 34th Street—Herald Square (B использовал пути экспресса в остальное время). Потом стал работать круглосуточно, как Sixth Avenue Express, когда работающий не в час-пик B был продлён до 57th Street.
- Когда в апреле 1986 года северная сторона Манхэттенского моста была закрыта, маршрут D работал в двух отдельных частях города, одна между Бронксом и 34th Street, другая от 57th Street на BMT Broadway Line, затем экспресс вдоль Broadway Line до Canal Street, позже выше южной стороны Манхэттенского моста в Бруклин, и далее вдоль Brighton Line до Stillwell Avenue. В это время D и Q работали по схеме скип-стоп в Бруклине в будни.
- В 1988 северная сторона открылась и обе секции соединились. D теперь работает круглосуточно как Brighton Local до Stillwell Avenue.
- В мае 1995 северная сторона закрывалась в полдень и выходные, и D работал южнее 34th Street. 22 июля 2001 она была закрыта круглосуточно и D снова работал так же. В Бруклине маршрут был заменён локальным маршрутом Q.
- После 11 сентября 2001 C был приостановлен. На выходных D работал со всеми остановками на Eighth Avenue Line, севернее от 59th Street, чтобы заполнить вызванный этим промежуток.
- 22 февраля 2004 северная сторона Манхэттенского моста была вновь открыта и D был продлён через него в Бруклин, заменив W как Fourth Avenue ,Express (со всеми остановками ночью) и West End Local до Stillwell Avenue.
- С 24 мая до конца 2004 строительство на IND Concourse Line приостановило использование экспресса D в Бронкс, но B до сих пор действовал до Bedford Park Boulevard в час пик.
- Из-за пожара на IND Eighth Avenue Line в январе 2005 маршрут D действовал со всеми остановками на линии севернее от 59th Street в будни вечером до восстановления 2 февраля движения по маршруту C.

## Маршрут
Используемые пути в зависимости от дня недели и времени суток
| От станции включительно             | До станции включительно      | Часы пик                                                       | День (кроме часов пик) + вечер + выходные | Ночь           |
| ----------------------------------- | ---------------------------- | -------------------------------------------------------------- | ----------------------------------------- | -------------- |
| Норвуд — 205-я улица                | Бедфорд-парк-бульвар         | локальные пути                                                 | локальные пути                            | локальные пути |
| Кингсбридж-роуд                     | 145-я улица                  | экспресс-путь в пиковом направлении, локальный путь в обратном | локальные пути                            | локальные пути |
| 135-я улица                         | 59-я улица — Колумбус-Серкл  | экспресс-пути                                                  | экспресс-пути                             | экспресс-пути  |
| Седьмая авеню                       | Седьмая авеню                | локальные пути                                                 | локальные пути                            | локальные пути |
| 47-я — 50-я улицы — Рокфеллер-центр | Бродвей — Лафайетт-стрит     | экспресс-пути                                                  | экспресс-пути                             | экспресс-пути  |
| Гранд-стрит                         | Гранд-стрит                  | локальные пути                                                 | локальные пути                            | локальные пути |
| Декалб-авеню                        | 36-я улица                   | экспресс-пути                                                  | экспресс-пути                             | локальные пути |
| Девятая авеню                       | Кони-Айленд — Стилуэлл-авеню | локальные пути                                                 | локальные пути                            | локальные пути |

Схема маршрута
| Условные обозначения |
| для дней и часов работы маршрутов (более точно указано во всплывающих подсказках при этих обозначениях): |
| --- |
| круглосуточно круглосуточно, кроме ночи круглосуточно, кроме будней днём (либо часов пик) в пиковом направлении в будни днём (и, возможно, вечером) в будни круглосуточно в часы пик в будни днём (либо в часы пик) в пиковом направлении в будни днём (либо в часы пик) в направлении, обратном пиковому в выходные ночью ночью и в выходные (и, возможно, вечером) нет движения поездов |

|  |

|  |

| B — в часы пик · B — в часы пик |

|  |

| B — в часы пик · B — в часы пик |

|  |
|  |
|  |

| B — в часы пик · B — в часы пик |
| Фордем (Metro-North)[англ.]     |

|  |

| B — в часы пик · B — в часы пик |

|  |

| B — в часы пик · B — в часы пик |

|  |

| B — в часы пик · B — в часы пик |

|  |

| B — в часы пик · B — в часы пик |

|  |

| B — в часы пик · B — в часы пик |

|  |
|  |
|  |

| B — в часы пик · B — в часы пик              | на той же станции          |
| 4 — круглосуточно · 4 — круглосуточно        | 161-я улица — Стадион Янки |
| Янкис — Ист 153-я улица (Metro-North)[англ.] |                            |

|  |

| B — в часы пик · B — в часы пик |

|  |

| A — круглосуточно · A — круглосуточно · B — в будни днём и вечером до 23:00 · B — в будни днём и вечером до 23:00 · C — круглосуточно, кроме ночи · C — круглосуточно, кроме ночи |

|  |

|  |

| A — круглосуточно · A — круглосуточно · B — в будни днём и вечером до 23:00 · B — в будни днём и вечером до 23:00 · C — круглосуточно, кроме ночи · C — круглосуточно, кроме ночи |

|  |

|  |

|  |

|  |

|  |

|  |

|  |

|  |
|  |
|  |

| A — круглосуточно · A — круглосуточно · B — в будни днём и вечером до 23:00 · B — в будни днём и вечером до 23:00 · C — круглосуточно, кроме ночи · C — круглосуточно, кроме ночи | на той же станции           |
| 1 — круглосуточно · 1 — круглосуточно · 2 — ночью · 2 — ночью | 59-я улица — Колумбус-Серкл |

|  |

| B — в будни днём и вечером до 23:00 · B — в будни днём и вечером до 23:00 · E — круглосуточно · E — круглосуточно |

|  |

| B — в будни днём и вечером до 23:00 · B — в будни днём и вечером до 23:00 · F — круглосуточно · F — круглосуточно · <F> — в часы пик в пиковом направлении · <F> — в часы пик в пиковом направлении · M — в будни днём и вечером · M — в будни днём и вечером |

|  |
|  |
|  |
|  |
|  |
|  |
|  |

| B — в будни днём и вечером до 23:00 · B — в будни днём и вечером до 23:00 · F — круглосуточно · F — круглосуточно · <F> — в часы пик в пиковом направлении · <F> — в часы пик в пиковом направлении · M — в будни днём и вечером · M — в будни днём и вечером | на той же станции                            |
| 7 — круглосуточно · 7 — круглосуточно · <7> — в часы пик в пиковом направлении · <7> — в часы пик в пиковом направлении | Пятая авеню                                  |
| 1 — круглосуточно · 1 — круглосуточно · 2 — круглосуточно · 2 — круглосуточно · 3 — круглосуточно · 3 — круглосуточно | Таймс-сквер — 42-я улица                     |
| 7 — круглосуточно · 7 — круглосуточно · <7> — в часы пик в пиковом направлении · <7> — в часы пик в пиковом направлении | Таймс-сквер                                  |
| A — круглосуточно · A — круглосуточно · C — круглосуточно, кроме ночи · C — круглосуточно, кроме ночи · E — круглосуточно · E — круглосуточно | 42-я улица — Автовокзал Портового управления |
| N — круглосуточно · N — круглосуточно · Q — круглосуточно · Q — круглосуточно · R — круглосуточно, кроме ночи · R — круглосуточно, кроме ночи · W — в будни днём и вечером до 23:00 · W — в будни днём и вечером до 23:00                                     | Таймс-сквер — 42-я улица                     |
| S (челнок 42-й улицы) — круглосуточно, кроме ночи · S (челнок 42-й улицы) — круглосуточно, кроме ночи | Таймс-сквер                                  |

|  |
|  |
|  |

| B — в будни днём и вечером до 23:00 · B — в будни днём и вечером до 23:00 · F — круглосуточно · F — круглосуточно · <F> — в часы пик в пиковом направлении · <F> — в часы пик в пиковом направлении · M — в будни днём и вечером · M — в будни днём и вечером | на той же станции          |
| N — круглосуточно · N — круглосуточно · Q — круглосуточно · Q — круглосуточно · R — круглосуточно, кроме ночи · R — круглосуточно, кроме ночи · W — в будни днём и вечером до 23:00 · W — в будни днём и вечером до 23:00                                     | 34-я улица — Геральд-сквер |
| 33-я улица (PATH)[англ.] |                            |

|  |

|  |

|  |
|  |
|  |

| A — круглосуточно · A — круглосуточно · B — в будни днём и вечером до 23:00 · B — в будни днём и вечером до 23:00 · C — круглосуточно, кроме ночи · C — круглосуточно, кроме ночи · E — круглосуточно · E — круглосуточно · F — круглосуточно · F — круглосуточно · <F> — в часы пик в пиковом направлении · <F> — в часы пик в пиковом направлении · M — в будни днём и вечером · M — в будни днём и вечером |
| Девятая улица (PATH)[англ.] |

|  |
|  |
|  |

| B — в будни днём и вечером до 23:00 · B — в будни днём и вечером до 23:00 · F — круглосуточно · F — круглосуточно · <F> — в часы пик в пиковом направлении · <F> — в часы пик в пиковом направлении · M — в будни днём и вечером · M — в будни днём и вечером | на той же станции |
| 4 — ночью · 4 — ночью · 6 — круглосуточно · 6 — круглосуточно · <6> — в будни днём в пиковом направлении · <6> — в будни днём в пиковом направлении | Бликер-стрит      |

|  |

| B — в будни днём и вечером до 23:00 · B — в будни днём и вечером до 23:00 |

|  |

| N — ночью · N — ночью · Q — ночью · Q — ночью · R — ночью · R — ночью |

|  |
|  |
|  |
|  |
|  |

| N — круглосуточно · N — круглосуточно · R — круглосуточно · R — круглосуточно · W — часть рейсов в часы пик в пиковом направлении · W — часть рейсов в часы пик в пиковом направлении | на той же станции               |
| 2 — круглосуточно · 2 — круглосуточно · 3 — круглосуточно, кроме ночи · 3 — круглосуточно, кроме ночи · 4 — круглосуточно · 4 — круглосуточно · 5 — в будни днём · 5 — в будни днём   | Атлантик-авеню — Барклайс-центр |
| B — в будни днём и вечером до 23:00 · B — в будни днём и вечером до 23:00 · Q — круглосуточно · Q — круглосуточно                                                                     | Атлантик-авеню — Барклайс-центр |
| вокзал Атлантик[англ.] |                                 |

|  |

| N — ночью · N — ночью · R — ночью · R — ночью |

|  |
|  |
|  |

| N — ночью · N — ночью · R — ночью · R — ночью | на той же станции |
| F — ночью · F — ночью · G — ночью · G — ночью | Четвёртая авеню   |

|  |

| N — ночью · N — ночью · R — ночью · R — ночью |

|  |

| N — ночью · N — ночью · R — ночью · R — ночью |

|  |

| N — круглосуточно · N — круглосуточно · R — круглосуточно · R — круглосуточно · W — часть рейсов в часы пик в пиковом направлении · W — часть рейсов в часы пик в пиковом направлении |

|  |

|  |

|  |

|  |

|  |

| N — круглосуточно · N — круглосуточно · W — часть рейсов в часы пик в пиковом направлении · W — часть рейсов в часы пик в пиковом направлении | Нью-Ютрект-авеню |

|  |

|  |

|  |

|  |

|  |

|  |

|  |

|  |

| F — круглосуточно · F — круглосуточно · <F> — в часы пик в пиковом направлении · <F> — в часы пик в пиковом направлении · N — круглосуточно · N — круглосуточно · Q — круглосуточно · Q — круглосуточно |

## Интересные факты
- В песне Боба Дилана "Visions of Johanna", 1966 года, есть слова "In the empty lot where the ladies play blindman's bluff with the keychain/And the all-night girls, they whisper of escapades out on the D train." В это время, D используется на Culver Line до Coney Island.
- Сцена погони в фильме Французский связной, происходит под наземными путями от 86th Street до New Utrecht Avenue, Бруклин (хотя в это время B обслуживал West End Line).
- Линия упоминается в песне Beastie Boys 3 The Hard Way.
- Type O Negative видят D как выборный транспорт до Брайтон-Бич, где певец Peter Steele убивает свою подружку в их песнях "Xero Tolerance", "Hey Pete", и "Kill You Tonight".